# Vesturbyggð
Vesturbyggð é um município na Islândia. Em 2019 tinha uma população estimada em 1020 habitantes.